# 지식의 민주화
지식의 민주화는 성직자나 학자와 같은 특권층 엘리트뿐만 아니라 더 많은 인구 사이에서 지식을 획득하고 전파하는 것이다. 도서관, 특히 공공 도서관과 인터넷과 같은 현대 정보 기술은 대중에게 정보에 대한 열린 접근을 제공하므로 중요한 역할을 한다.
수세기 동안 정보 보급은 전례 없는 수준으로 증가했다. 이 과정의 시작은 대중들 사이에 정보를 균일하게 퍼뜨리는 것이 목적인 인쇄기에서 출력될 수 있다. 오늘날 디지털화된 세상에서 온라인 콘텐츠의 가용성은 책, 저널 또는 모든 인쇄 형태로 게시된 정보보다 많다.

## 역사
인쇄기는 지식의 민주화를 향한 초기 단계 중 하나였다. 산업 혁명 기간 동안 이에 대한 또 다른 작은 예는 18세기에 일부 스코틀랜드 마을에 광부들을 위한 도서관을 만든 것이다.
위키백과의 공동 창립자 래리 생어는 2012년 기사에서 "정보의 대량 배포와 의견 형성이라는 단순한 목적을 위해 더 이상 전문가가 필요하지 않다."고 말했다. 생어의 기사는 "공통된 지식"의 존재에 맞서고 모든 사람이 동의하는 지식에 맞서고 있다.

## 같이 보기
- 자기주도적 학습
- 시민과학
- 민주화
- 위키노믹스
- 지식 재산권
- 영업 비밀